# Tubo de Kundt

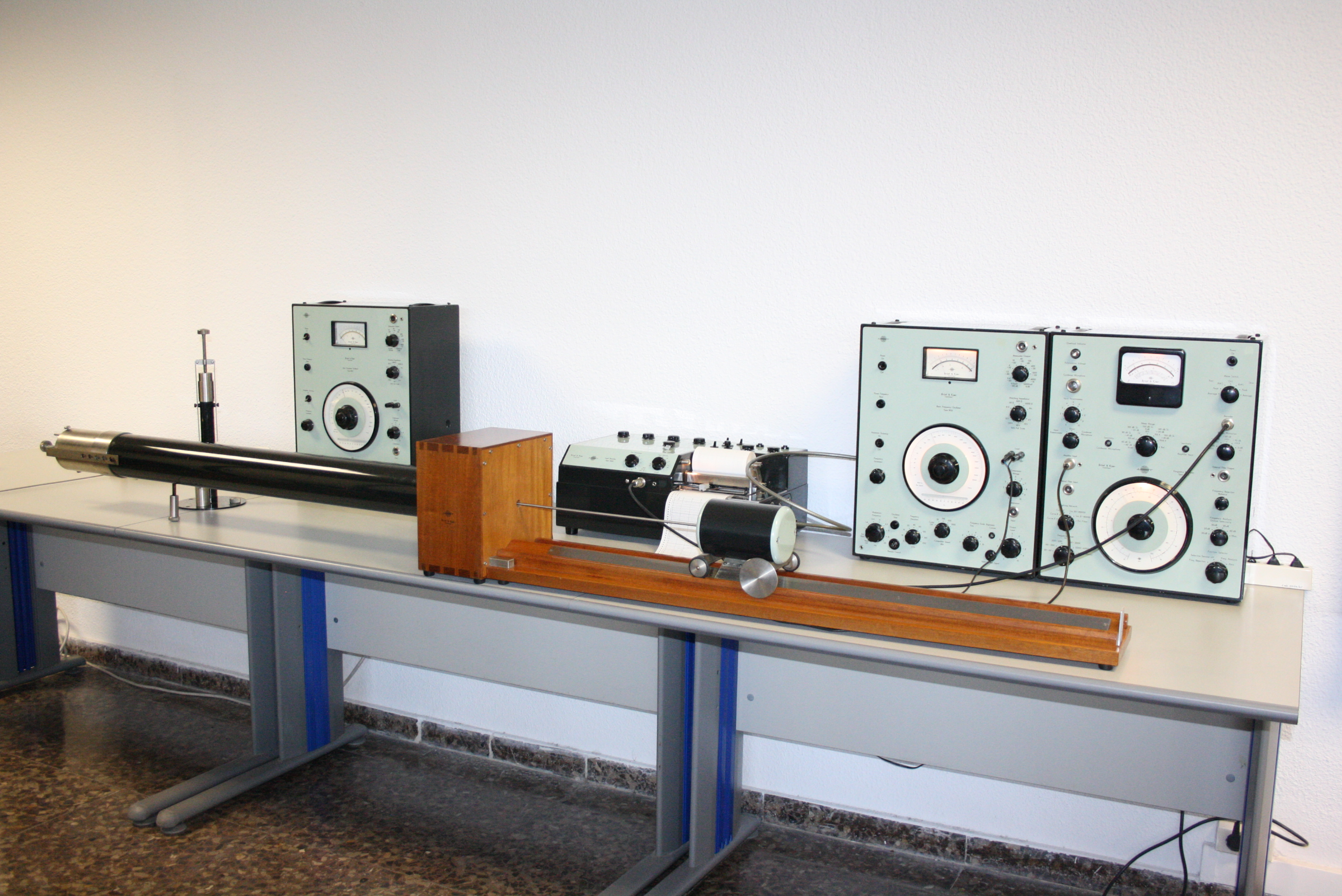
Tubo de Kundt de 1965 dotado del equipo de medida

El tubo de Kundt es un dispositivo ideado por August Kundt que permite visualizar ondas sonoras en un tubo de vidrio. Fue utilizado en sus orígenes para el estudio de las ondas estacionarias y para la determinación de la velocidad del sonido, pero en la actualidad se sigue utilizando en distintas aplicaciones como la medida de la impedancia acústica de algunos materiales.

## Historia

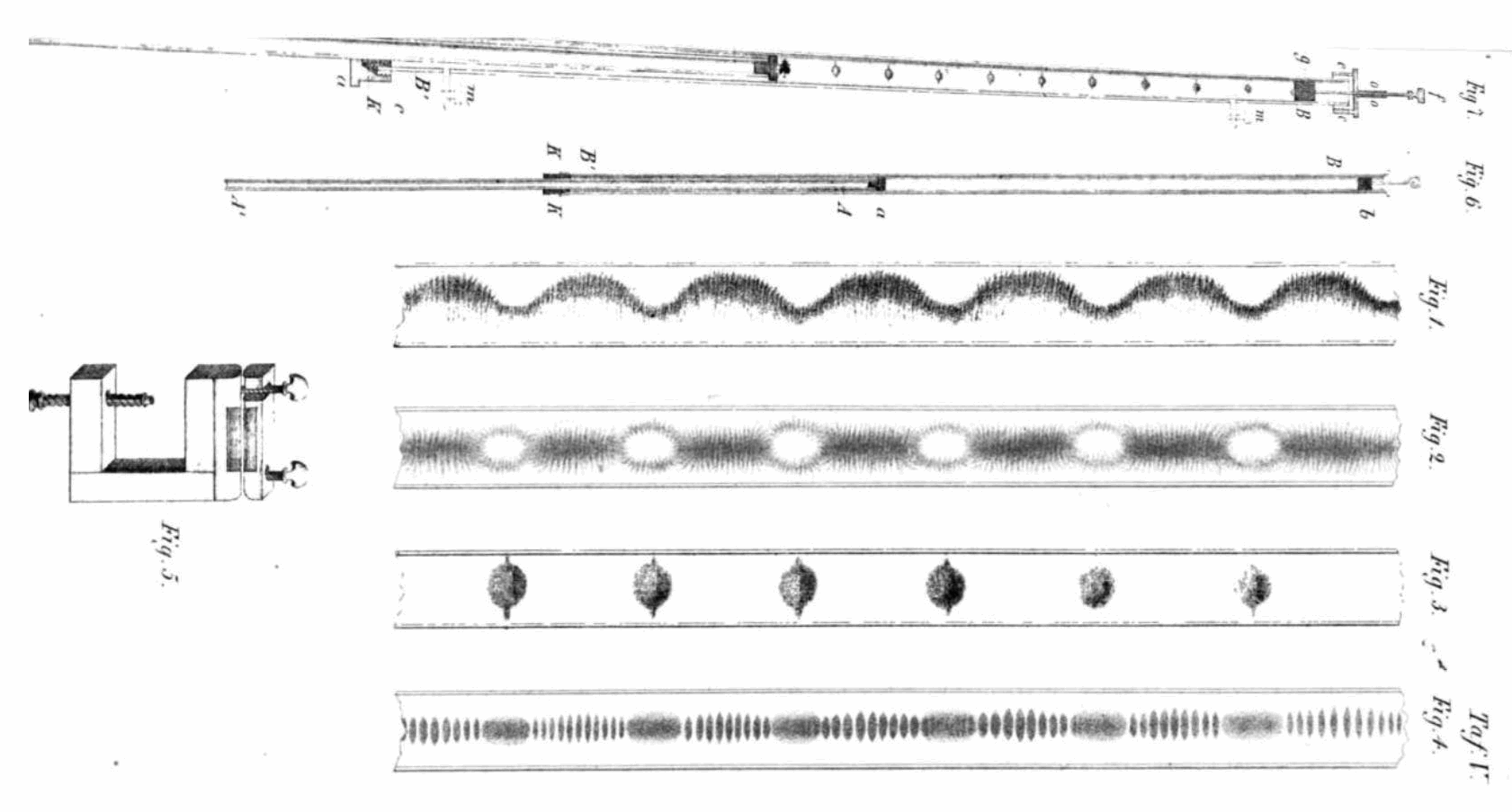
Esquemas de tubo de Kundt de 1866 del artículo original

El tubo de Kundt fue el más célebre experimento realizado por el científico August Kundt dentro del campo del sonido, y que fue publicado en 1866. El objetivo de este instrumento fue el estudio de las ondas estacionarias, y posteriormente la obtención de la velocidad de las ondas sonoras en distintos gases.
Wilhelm Eduard Weber, físico alemán del siglo XIX, había observado que un corcho situado al final de un tubo de vidrio de varios pies de longitud se movía del final al centro cuando el tubo era sostenido horizontal o verticalmente y era frotado. Esto también era así cuando el tubo se estrechaba ligeramente cerca del centro. Kundt repitió este experimento con un anillo de corcho situado en el tubo, y descubrió que el anillo a veces se movía del final del tubo al nodo más cercano, y a veces en la dirección opuesta. Se descubrió que la dirección en que viajaba el corcho dependía de su forma. Movimientos similares a éstos se dan en barras vibrando longitudinalmente.
Kundt también investigó la transferencia del movimiento de oscilaciones longitudinales por el aire, determinando la velocidad del sonido en cuerpos sólidos y gases. Si se introducen vibraciones longitudinales en un tubo de cristal abierto por los dos extremos y sostenido horizontalmente, el cual contiene polvos de Lycopodium, se puede observar que éste se amontona en las zonas correspondientes a los nodos. Por otra parte, si el tubo se cierra mediante corchos, el polvo ya no se distribuye de manera uniforme, sino que forma una serie de montones, cada uno de los cuales consta de varias líneas finas.
Si el tubo fuese otra vez frotado, el polvo se esparciría de nuevo, y cuando el tono sonase, se depositaría otra vez de la misma forma. Pero, si el sonido se interrumpe de repente, dando rápidamente al tubo un golpe seco y después cubriéndolo con una tela en mitad del golpe, se pueden observar las mismas acumulaciones de polvo, pero las delicadas líneas desaparecen, y toda la apariencia de la figura será distinta. Las acumulaciones son debidas a las vibraciones permanentes y la separación entre ellas corresponde a media longitud de onda.
Estas figuras en polvo proporcionan un medio conveniente para determinar la velocidad del sonido en sólidos y gases. Dado que la velocidad del sonido en el aire es conocida para una temperatura dada (pues la distancia de dos montoncitos de polvo consecutivos equivale a la mitad de la longitud de la onda de sonido), se puede determinar el número de vibraciones de la señal de la columna de aire y, como esta señal es la misma que en el tubo, también se puede obtener el número de vibraciones del material del tubo. La velocidad del sonido en un gas encerrado puede ser calculada por medio de la longitud de onda del gas que se observe y las vibraciones mencionadas anteriormente.
Este método de determinación de la velocidad del sonido es bastante preciso. Sin embargo, el deseo de conseguir resultados todavía más exactos y la capacidad de determinar la velocidad del sonido en sólidos, llevó a Kundt a producir las figuras de polvo no ya en el tubo de sonido, sino en una columna adyacente de aire, en la que las figuras de polvo son considerablemente más marcadas.

## Introducción
El tubo de Kundt original era un cilindro transparente de altura mucho mayor que el radio, colocado horizontalmente, con una pequeña cantidad de polvo en su interior (corcho, talco o lycopodium). En uno de los extremos se situaba una fuente de ondas sonoras emitiendo a una frecuencia fija un tono puro. Si bien Kundt usó un cable metálico al que hacía vibrar, en los experimentos más recientes, se ha sustituido por un altavoz conectado a un generador de señales sinusoidales. En el otro extremo se colocaba un émbolo que se movía a lo largo del tubo para acortar la longitud del recinto donde se formaban las ondas sonoras.
Hoy en día el tubo de Kundt, es un aparato que tiene aplicaciones para determinar la velocidad del sonido y medir impedancias acústicas. Cuando el tubo se llena de un gas, se esparce un polvo fino, como el polvo de Lycopodium en su interior y el gas se excita a una determinada frecuencia, se formarán ondas estacionarias. El polvo entonces tiende a acumularse en los nodos (donde la variación de presión es máxima y la elongación de la oscilación del polvo pasa por cero). Este método permite medir la velocidad del sonido en diferentes gases y el equipo experimental se llama tubo de Kundt. Una variante más actual del tubo de Kundt consiste en la introducción de un émbolo móvil en el interior del tubo. Con la ayuda de un micrófono conectado a un osciloscopio es posible analizar las ondas sonoras generadas en el interior del tubo. Para la comprensión del funcionamiento de este experimento son necesarias algunas nociones de física ondulatoria aplicadas a tubos sonoros, que explicaremos a continuación. Se explicarán las ondas estacionarias en tubos y el concepto de los modos normales de vibración que se forman en los tubos sonoros. Una vez aclaradas estas ideas se procede al tratamiento de los datos experimentales obtenidos en la experiencia del tubo de Kundt para determinar la velocidad del sonido en el aire.

## Fundamento teórico

### Ondas estacionarias

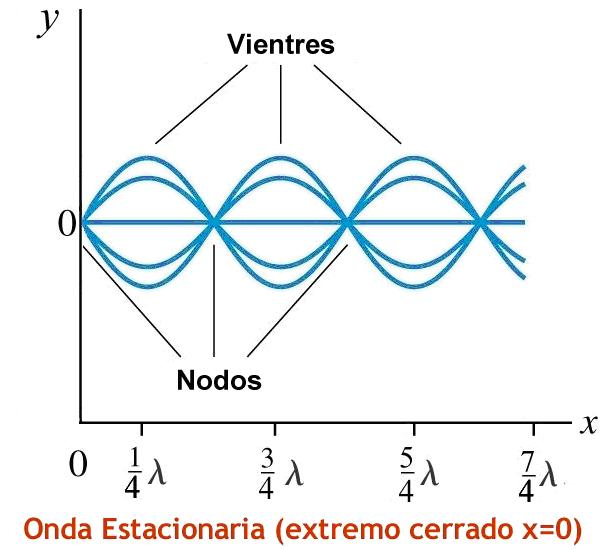
Onda estacionaria con extremo cerrado en x=0.

La base teórica para comprender el funcionamiento y poder interpretar los resultados experimentales obtenidos con el Tubo de Kundt se centra en el estudio de las ondas estacionarias y su discretización en modos normales.
Las ondas estacionarias son un caso particular del fenómeno de interferencia de ondas, pues se forman por la superposición de dos ondas con iguales amplitudes y longitudes de onda, que se desplazan en la misma dirección pero en sentidos opuestos. Es lo que sucede, por ejemplo, en un tubo sonoro. Este tipo de ondas confinadas en un espacio, como por ejemplo una cuerda, un tubo con aire o una membrana, dan lugar, además, a la formación de un modo normal de vibración. En el caso del tubo de Kundt, las ondas estacionarias se encuentran en el interior de un tubo que suele tener uno de los extremos cerrado. Cuando el tubo está cerrado por ambos extremos se denomina tubo cerrado. El fundamento de la formación de las ondas estacionarias y de los modos normales, es aplicable a los instrumentos musicales como los instrumentos de viento, ya que se generan ondas confinadas en tubos sonoros, o los instrumentos de cuerda, puesto que se generan en ellos ondas confinadas en cuerdas.
En las ondas estacionarias en tubos, cada molécula de gas oscila en torno a su posición de equilibrio cuando el tubo se excita a una determinada frecuencia. Existen dos tipos de posiciones importantes en las ondas estacionarias: los nodos y los vientres. Los nodos son aquellas posiciones donde las moléculas permanecen inmóviles y los vientres son aquellas posiciones donde las moléculas presentan un movimiento oscilatorio con la amplitud máxima. Como se verá a continuación, dicha amplitud en ausencia de absorción y amortiguamiento, sería el doble de la amplitud de las ondas que inicialmente se superponen para formarla. 
La ecuación que describe una onda estacionaria se puede determinar a partir de la superposición de una onda incidente y una onda reflejada en la misma dirección y sentidos opuestos; las dos ondas tienen la misma longitud de onda y en una primera aproximación también tienen la misma amplitud. Si se supone que en x=0, el estado de perturbación representado por la onda resultante es siempre cero, lo que corresponde a un extremo cerrado, y (x=0;t), se obtiene la siguiente ecuación de la onda estacionaria para el desplazamiento de las moléculas del gas, respecto al medio sin perturbar: 
{\displaystyle \displaystyle y(x,t)=2A\sin(kx)\cdot \cos {(\omega t)}}
siendo 
{\displaystyle \displaystyle k={\frac {2\pi }{\lambda }}\,} y {\displaystyle \displaystyle \omega =2\pi f={\frac {2\pi }{T}}\,}.
Además de formarse la onda de desplazamiento, se genera la onda de presión y la onda de densidad correspondientes y equivalentes. Ambas ondas, la de presión y la de densidad, están desfasadas {\displaystyle {\frac {\pi }{2}}\,} respecto a la de desplazamiento. Por ello, las posiciones de nodos y vientres de la onda de desplazamiento pasarán a ser vientres y nodos, respectivamente, de las de presión y densidad.
A partir de la ecuación anteriormente expuesta se puede deducir la posición de los nodos (posiciones de reposo) y de los vientres (posiciones de oscilación máxima) en la onda estacionaria.

#### Nodos
Se produce un nodo cuando:
{\displaystyle \operatorname {sen} ({\frac {2\pi }{\lambda }}\,x)=0}
por lo que:
{\displaystyle \displaystyle {\frac {2\pi }{\lambda }}\,x=n\pi }   siendo {\displaystyle \displaystyle n=0,1,2,...}
De aquí se deduce que la onda estacionaria presenta un nodo cuando: 
{\displaystyle \displaystyle x=n\cdot {\frac {\lambda }{2}}\qquad }   con {\displaystyle \displaystyle n=0,1,2,...} , siendo {\displaystyle \displaystyle \lambda } la longitud de onda (véase la figura explicativa de nodo).

#### Vientres
Por otro lado, se produce un vientre en la onda estacionaria cuando:
{\displaystyle \operatorname {sen} ({\frac {2\pi }{\lambda }}\,x)=\pm 1}
por lo que: 
{\displaystyle \displaystyle {\frac {2\pi }{\lambda }}\,x={\frac {(2n+1)\pi }{2}}}
siendo {\displaystyle \displaystyle n=0,1,2,...}
De donde se deduce que la onda estacionaria presenta un vientre cuando: 
{\displaystyle \displaystyle x=(2n+1){\frac {\lambda }{4}}}
donde {\displaystyle \displaystyle n=0,1,2,...}, siendo {\displaystyle \displaystyle \lambda } la longitud de onda (véase la figura explicativa de vientre).
De las ecuaciones anteriores para nodos y vientres se deduce que la distancia entre dos nodos o dos vientres consecutivos es siempre media longitud de onda (véase la figura explicativa de vientre).
En la animación se muestra un tubo de Kundt con la formación de modos normales en su interior correspondientes a un tubo cerrado por los dos extremos para una determinada frecuencia. Estos modos normales “se adaptan” a la longitud del tubo al cambiar la posición del pistón. En azul se representa la onda estacionaria de elongación y en naranja la correspondiente de presión (desfasada pi/2 con la de elongación). Las posiciones del pistón para las que el tubo resuena tienen lugar precisamente cuando el pistón pasa por las cuatro posiciones señaladas. En estas cuatro posiciones, la longitud del tubo ‘se adapta’ a un número entero de semilongitudes de onda. Se puede observar que el orden del modo normal va aumentando al aumentar la longitud del tubo. En la animación aparecen los cuatro primeros modos normales para la frecuencia de excitación dada.

### Modos normales de vibración
Los modos normales de vibración de la onda estacionaria en el interior del tubo sonoro se generan cuando se impone la condición de un segundo extremo en el otro lado del tubo. Con ello se consigue confinar la onda estacionaría y obtener la llamada condición de resonancia en su interior. Para ello los posibles valores que pueden adquirir {\displaystyle \displaystyle \omega } y {\displaystyle \displaystyle k} o {\displaystyle \displaystyle f} y {\displaystyle \displaystyle \lambda } están cuantizados y vienen determinados por las condiciones en los dos extremos del tubo (abierto o cerrado), que son las llamadas condiciones de contorno. En el caso del tubo de Kundt, si consideramos que ambos extremos están cerrados, las condiciones de contorno para la onda de desplazamiento {\displaystyle \displaystyle y}, serían:
{\displaystyle \displaystyle y(0,t)=0} (extremo cerrado)
{\displaystyle \displaystyle y(L,t)=0} (extremo cerrado)
siendo {\displaystyle \displaystyle L} la longitud del tubo. Estas condiciones de contorno suponen que en ambos extremos del tubo siempre se encuentra un nodo (moléculas en reposo). En el caso de que uno de los extremos estuviera abierto, en este extremo siempre se encuentra un vientre (moléculas con la máxima amplitud de desplazamiento). 
Aplicando la segunda condición de extremo cerrado a la ecuación de la onda estacionaria anteriormente deducida se obtiene que:
{\displaystyle \displaystyle A\operatorname {sen} (kL)\operatorname {sen} (\omega t)=0}
Como en la ecuación anterior la amplitud {\displaystyle \displaystyle A} y {\displaystyle \displaystyle \operatorname {sen} (\omega t)} deben ser diferentes de cero para que haya oscilación, debe verificarse:
{\displaystyle \displaystyle \operatorname {sen} (kL)=0}
Lo cual es válido para {\displaystyle \displaystyle kL=n\pi } con {\displaystyle \displaystyle n=1,2,3...}, por tanto:
{\displaystyle \displaystyle k_{n}={\frac {n\pi }{L}}}
De lo anterior y teniendo en cuenta que {\displaystyle \displaystyle k={\frac {2\pi }{\lambda }}} se concluye que:
{\displaystyle \displaystyle \lambda _{n}={\frac {2\pi }{k_{n}}}={\frac {2L}{n}}} siendo {\displaystyle \displaystyle n=1,2,3,...}
Las ecuaciones anteriores expresan los modos normales de vibración posibles que se pueden establecer en el interior del tubo cuando su longitud {\displaystyle \displaystyle L} sea un múltiplo entero de media longitud de onda:
{\displaystyle \displaystyle L={\frac {n\lambda _{n}}{2}}} siendo {\displaystyle \displaystyle n=1,2,3,...}
La frecuencia del modo enésimo {\displaystyle \displaystyle f_{n}} también estará discretizada y se calcula fácilmente teniendo en cuenta la relación entre la longitud de onda y su frecuencia por medio de la velocidad de la onda sonora:
{\displaystyle \displaystyle f_{n}={\frac {v}{\lambda _{n}}}}
siendo {\displaystyle \displaystyle v} la velocidad del sonido en el gas contenido en el tubo.
Para cada valor de {\displaystyle \displaystyle n} se establece un modo de vibración. Cuando {\displaystyle \displaystyle n=1} el modo se llama modo fundamental o primer modo. Para valores superiores de {\displaystyle \displaystyle n} aparecen los llamados modos armónicos.

### Descripción y funcionamiento del tubo de Kundt
Un tubo de Kundt actual consta de un tubo con una escala métrica para medir distancias, con el que se pueden estudiar las ondas estacionarias generadas en su interior. En uno de los extremos del tubo se encuentran un micrófono y un altavoz, conectado a un generador de funciones, que emite ondas sonoras a una determinada frecuencia. Por el otro extremo se introduce un pistón móvil que se desliza por el interior del tubo de Kundt. El micrófono recoge el nivel sonoro existente en el extremo donde se encuentra ubicado.

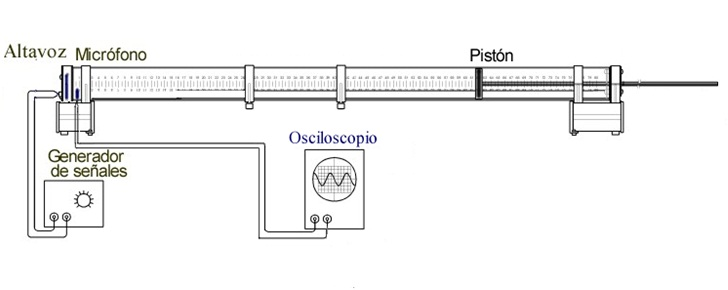
Esquema de un tubo de Kundt empleado para medir la velocidad del sonido.

Las ondas sonoras emitidas por el altavoz (a una determinada frecuencia) se propagan por el tubo hasta llegar al pistón, donde se refractan y se reflejan. Las ondas reflejadas se superponen con las ondas incidentes dando lugar a una interferencia y al fenómeno de "ondas estacionarias" dentro del tubo. Tanto la posición donde está el altavoz como la del pistón son extremos cerrados, por tanto se formará, en ambas, un nodo de la onda estacionaria de desplazamiento. Esto sucederá cuando se verifique la condición de resonancia:
{\displaystyle \displaystyle f_{n}={\frac {nv}{2L}}} siendo {\displaystyle \displaystyle n=1,2,3,...}
Las ondas de presión se relacionan con la derivada respecto de la posición de la onda de desplazamiento, y por lo tanto ambas están desfasadas {\displaystyle {\frac {\pi }{2}}}. Como en el micrófono se registran únicamente las variaciones de presión, en los dos extremos se registrarán vientres de la onda estacionaria de presión. 
Al fijar la frecuencia del sonido emitido por el altavoz y modificar la posición del pistón (con la que variamos la longitud del tubo), observaremos para determinadas posiciones una resonancia. Con la condición de resonancia se producirá un máximo en la intensidad del sonido generado en el tubo. También se producirá un máximo de la amplitud en los vientres de la onda. Además, la condición de resoncia conlleva una "cuantificación" de la longitud de onda y su frecuencia respectiva, ya que la longitud L se debe "adaptar" a un múltiplo de medias longitudes de onda para producirla:
{\displaystyle \displaystyle L={\frac {n\lambda _{n}}{2}}} siendo {\displaystyle \displaystyle n=1,2,3,...}
Cuando la longitud del tubo no cumple esa condición, el resultado es una superposición de ondas fuera de la condición de resonancia.
La condición de resonancia es:
{\displaystyle \displaystyle \lambda _{n}={\frac {2L_{n}}{n}}}
siendo {\displaystyle \displaystyle n=1,2,3,...} el número de orden del modo.
Como se conoce la frecuencia del sonido emitido por el altavoz y se pueden medir en el tubo las distancias entre nodos y vientres consecutivos, equivalentes a {\displaystyle {\frac {\lambda _{n}}{2}}}, se podrá determinar la velocidad del sonido:
{\displaystyle \displaystyle v=f_{n}\lambda _{n}}

## Aplicaciones

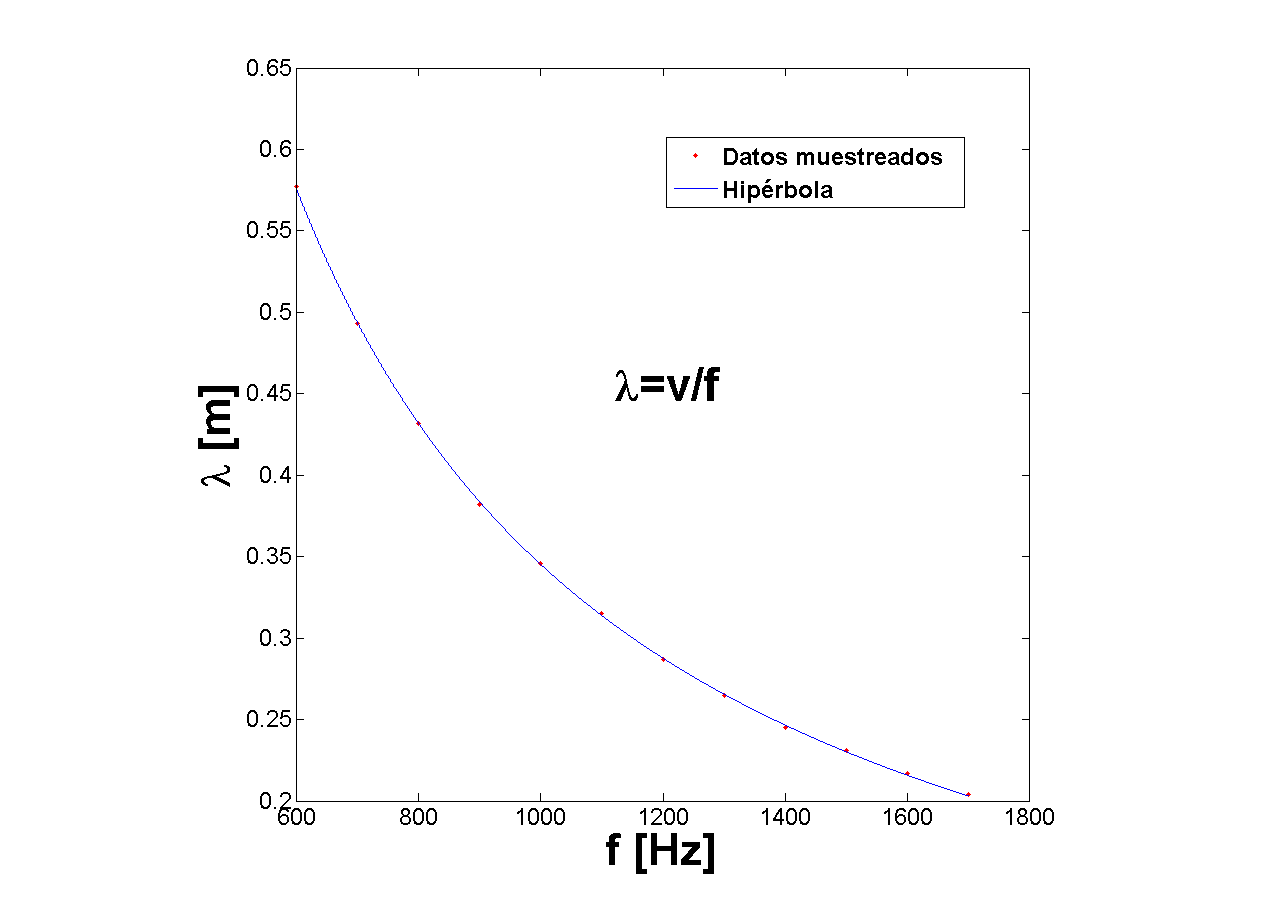
Gráfica obtenida ajustando los puntos experimentales a la ley λ= v/f.

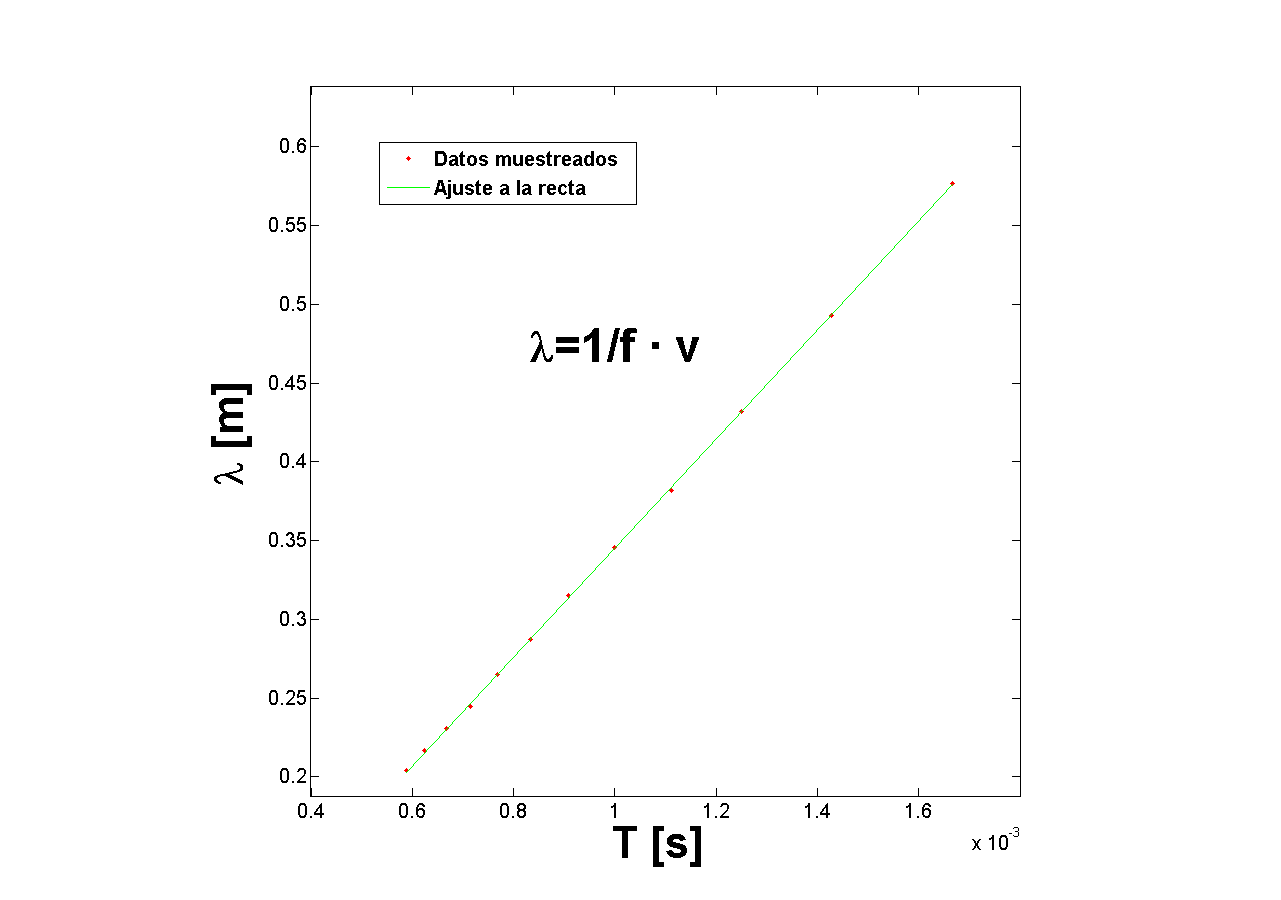
Gráfica obtenida ajustando los puntos experimentales a una recta de ecuación λ= v·T

En la forma habitual de medir en un tubo de Kundt se utiliza un tubo de longitud fija L. Se introduce en el interior de éste un micrófono sujeto en el extremo de una varilla, buscando de esta manera la posición de los vientres y los nodos del modo normal de vibración generado. Otra forma de proceder consiste en utilizar un tubo semicerrado o cerrado cuya longitud se varía mediante un pistón desplazable. En el otro extremo, donde está el altavoz, se sitúa el micrófono. En la animación del Tubo de Kundt se pueden observar estos detalles. El tubo puede ser cerrado como en la animación o semicerrado, como en los tubos de órgano. Con el micrófono se identificará si a una determinada frecuencia y para una determinada posición del pistón, el tubo resuena. La onda pasará entonces por un modo normal dando origen a un máximo de intensidad sonora. Por el contrario, si el tubo se encuentra lejos de la resonancia, el micrófono detectará una intensidad débil y la dinámica ondulatoria del gas estará alejada de un modo normal. La situación de mínima intensidad será un nodo de la onda de presión. La animación del tubo de Kundt que se presenta más arriba con su explicación, detalla lo que está ocurriendo en el interior del tubo.
Para determinar la velocidad del sonido primero medimos medias longitudes de onda λ/2 en condiciones de resonancia en el tubo. Con ayuda de una regla milimetrada y variando la posición del pistón a una determinada frecuencia f, se mide la distancia del pistón entre dos estados de resonancia consecutivos, que corresponderán a dos modos normales de vibración consecutivos a esa frecuencia. Hay que observar que al variar la posición del pistón estamos variando la longitud del tubo. El tubo resonará cuando al fijar el pistón, la longitud del tubo sea un múltiplo de media longitud de onda para esa frecuencia. El micrófono detectará entonces la intensidad sonora máxima. Dos posiciones consecutivas del pistón para las que se detecta un máximo de intensidad, distarán media longitud de onda. Otra opción consiste en medir las distancias existentes entre dos nodos de intensidad sucesivos, estando localizados en aquellas posiciones consecutivas del pistón en las que el micrófono detecta un mínimo de intensidad. Dichos mínimos también estarán separados, aproximadamente, por media longitud de onda. Se ha comprobado experimentalmente que el error cometido midiendo la velocidad del sonido a partir de los mínimos, es al menos tres veces mayor que con su medición a partir de los máximos. La tabla que se presenta a continuación está realizada con el método de los máximos, obteniendo las longitudes {\displaystyle L_{i}} , i=1 a 7 entre dos máximos consecutivos para doce frecuencias seleccionadas. Obsérvese que al ir aumentado la frecuencia f, aumenta el número de vientres (máximos) detectados y, por tanto, los valores de {\displaystyle L_{i}}. Esta tendencia se debe a que al aumentar f , disminuye λ y aumenta el orden n del modo normal correspondiente. En la misma tabla se incluye, en la última columna, la velocidad del sonido v obtenida para cada frecuencia.
| Frecuencia f (Hz) | L1 (cm) | L 2 (cm) | L 3 (cm) | L 4 (cm) | L 5 (cm) | L 6 (cm) | L 7 (cm) | λ (cm) | 1/f =T (μs) | v (m/s) |
| 600               | 28.8    | 28.9     | ----     | ----     | ----     | ----     | ----     | 57.7   | 167         | 346.2   |
| 700               | 24.7    | 24.6     | ----     | ----     | ----     | ----     | ----     | 49.3   | 143         | 345.1   |
| 800               | 21.5    | 21.6     | 21.7     | ----     | ----     | ----     | ----     | 43.2   | 125         | 345.6   |
| 900               | 19.1    | 19.1     | 19.1     | ----     | ----     | ----     | ----     | 38.2   | 111         | 343.8   |
| 1000              | 17.2    | 17.1     | 17.4     | 17.4     | ----     | ----     | ----     | 34.55  | 100         | 345.5   |
| 1100              | 15.8    | 15.6     | 15.7     | 15.4     | ----     | ----     | ----     | 31.5   | 91          | 346.5   |
| 1200              | 14.1    | 14.4     | 14.5     | 14.5     | 14.3     | ----     | ----     | 28.7   | 83          | 344.6   |
| 1300              | 13.2    | 13.3     | 13.2     | 13.3     | 13.2     | ----     | ----     | 26.5   | 77          | 343.2   |
| 1400              | 12.1    | 12.2     | 12.4     | 12.6     | 12.3     | 11.9     | ----     | 24.5   | 71          | 343.0   |
| 1500              | 11.5    | 11.5     | 11.5     | 11.5     | 11.5     | 11.8     | ----     | 23.1   | 67          | 346.5   |
| 1600              | 10.7    | 11.0     | 10.6     | 10.8     | 10.8     | 11.0     | 11.0     | 21.7   | 63          | 345.6   |
| 1700              | 10.4    | 10.0     | 10.1     | 10.0     | 10.0     | 10.6     | 10.3     | 20.4   | 59          | 346.8   |

Con ayuda de la tabla anterior se puede obtener la velocidad del sonido en el aire a la temperatura del gas en el tubo. En la primera gráfica se observa el buen comportamiento de las medidas experimentales siguiendo la ley de una hipérbola de ecuación:{\displaystyle \displaystyle \lambda ={\frac {v}{f}}}.
La segunda gráfica representa el ajuste de las medidas, por mínimos cuadrados, en esta ocasión a una recta de ecuación {\displaystyle \displaystyle \lambda =v\cdot T}, siendo {\displaystyle \displaystyle T} el periodo de la onda sonora; obteniéndose de nuevo un buen comportamiento de la serie de medidas. El valor de la pendiente de la recta proporcionará la velocidad del sonido {\displaystyle \displaystyle v_{s}(m/s)} .
El resultado para {\displaystyle \displaystyle v_{s}(m/s)} se compara también con la velocidad {\displaystyle \displaystyle V'_{s}(m/s)} obtenida de la media de los valores {\displaystyle \displaystyle v} (que se muestran en la primera tabla) para cada frecuencia .Por ambos métodos se obtiene un buen resultado, dando un valor para la velocidad del sonido de {\displaystyle \displaystyle v_{s}(m/s)=345m/s} (25 °C aprox.) 
| {\displaystyle v_{s}(m/s)} Pendiente | {\displaystyle V'_{s}(m/s)} |
| (345.4 ± 0.5)                        | (345.2 ± 0.5)               |